# トミー・ヒルフィガー
トーマス・ジェイコブ・ヒルフィガー（Thomas Jacob Hilfiger、1951年3月24日 - ）は、アメリカ合衆国・ニューヨーク州出身のファッションデザイナーであり、トミー・ヒルフィガー（Tommy Hilfiger）として知られる人物である。
高級衣料品を中心としたファッションブランドである「トミーヒルフィガー」の創業者であり、1985年の創業以来、長年に渡り同社のチーフデザイナー（プリンシパルデザイナー）を務めている。

## 概要
ヒルフィガーはアメリカ合衆国を代表するファッションデザイナーの一人とされ、「トミーヒルフィガー」ブランドも同国を代表するファッションブランドのひとつとみなされている。
ヒルフィガーは1970年代に地元でファッション事業を起こし、デザインについては独学で学んだ。1980年代にプレッピー路線のメンズウェアとして、自身の名を冠した「トミーヒルフィガー」ブランドを立ち上げ、ほどなく、同名の会社を起業した。
同社は男性向けの高級衣料品分野で成功し、後に婦人服や香水など、さまざまな分野に商品を拡大していった。ヒルフィガーは1989年にトミーヒルフィガー社を売却し、同社は2010年にPVH社の傘下企業となる。ヒルフィガーは会社の売却後もトミーヒルフィガーに留まり、同社のプリンシパルデザイナー（Principal Designer）として活躍を続けている。

## 略歴
ヒルフィガーはニューヨーク州の小都市エルマイラで育ち、1969年にエルマイラ・フリーアカデミー高校を卒業した。両親はヒルフィガーが大学に進学することを望んでいたが、ヒルフィガーは高校時代に起こした自らのビジネスを追求する道を選んだ。

### 初期のキャリア
高校時代の1969年に衣料品を販売する商売を始め、1971年に150ドルを開店資金として自身の衣料品店「ピープルズ・プレイス」（People's Place）をエルマイラで開業した。ヒルフィガーは同店の衣料品はニューヨーク市で買い付け、ベルボトム、ブラウス、革ジャケットなどを売っていたが、これらのデザインに不満を持ったことから、自らデザインをスケッチするようになり、独学でファッションデザインの経験を積んでいくことになる。
ピープルズ・プレイスはチェーン展開に成功し、7店舗にまでその店舗数を増やしたが、1977年、ヒルフィガーが25歳の時に破産した。これはヒルフィガーが商売の仕組みをよく理解していなかったという事情によるもので、ヒルフィガーにとってはその後の教訓となる。
デザイナーとしての道に情熱を見出したヒルフィガーは更なるキャリアを積むため、1979年にニューヨーク市に移り住んだ。そこでいくつかの異なるブランドのために働いた後、1979年に「トミーヒル」という名の会社を設立した。同社はジーンズを主に扱っていたジョルダッシュをクライアントのひとつとするようになり、ヒルフィガーはデニムの取扱量が拡大した。その買い付けのためもあって、1979年にインドを旅行し、この旅はヒルフィガーにインスピレーションをもたらした。

### トミーヒルフィガー創業
1984年、メンズウェアの展開を考えていたインドの実業家モーハン・マジャーニからの依頼で、男性向けスポーツウェアのデザインを手がけることになった。この際、マジャーニの支援を得て、自身のブランド「トミーヒルフィガー」を創設し、1985年には同名のトミーヒルフィガー社（Tommy Hilfiger Corporation）を創業した。
1989年、経済的な問題を抱えたマジャーニに代わって、新たに香港の実業家であるサイラス・チョウからの財政的支援を得た。この頃になるとヒルフィガーは自分が会社経営そのものには興味がないことに気付いていたため、チョウと彼のパートナーでラルフ・ローレン社の元幹部であるローレンス・ストロールに会社を売却し、チョウとストロールによって新会社トミーヒルフィガー社（Tommy Hilfiger, Inc.）が設立された。これにより、経営は以前から任せていたジョエル・ホロヴィッツ（Joel Horowitz）が担い、マーケティングはストロール、調達はチョウがそれぞれ支えるという分担が生まれ、ヒルフィガー自身はファッションデザインに専念できる体制となった。

### トミーヒルフィガー社の発展

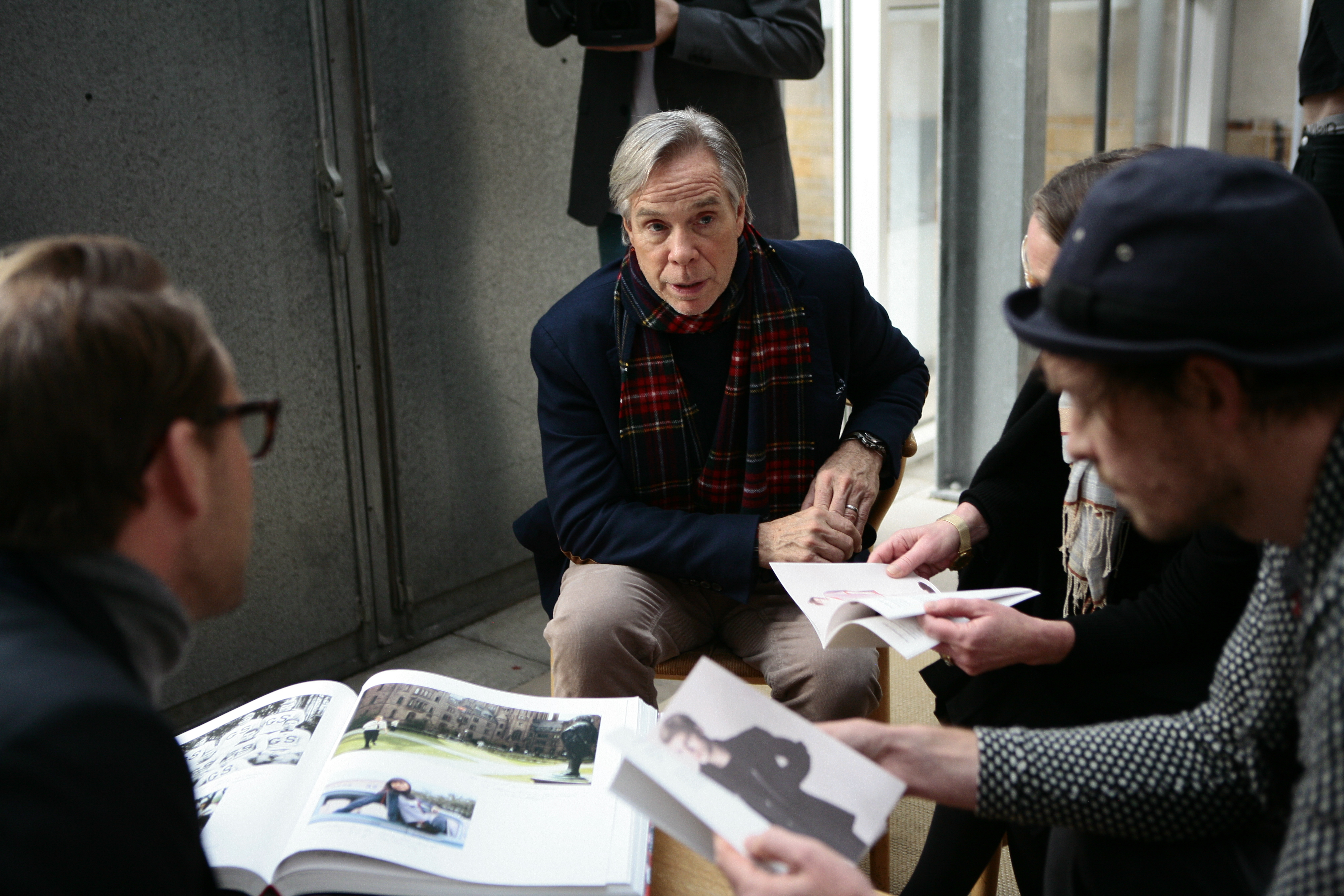
ヒルフィガー（2010年）

1989年以降、売り上げの規模は毎年倍増し、1992年にはトミーヒルフィガー社は株式公開を果たした。1996年に同社は女性向け製品もラインナップに加えることとなる。
デザイナーとしてのヒルフィガーの名声も高まり、1995年にはアメリカ・ファッションデザイナー評議会（CFDA）からメンズウェア・デザイナー・オブ・ザ・イヤーを授与された。
トミーヒルフィガー社の規模は拡大を続け、2004年の時点で年間売上はおよそ18億ドルとなり、5,400人もの従業員を抱えるまでになる。
2006年にトミーヒルフィガー社はエイパックス・パートナーズに買収され、次いで、エイパックス社は2010年にトミーヒルフィガー社をPVC社に売却した。ヒルフィガーはその後もトミーヒルフィガー社にプリンシパルデザイナーとして留まり、2021年の今日に至るまでデザインチームを率い続けている。

## デザインの特徴
初期のデザインは1960年代のカウンターカルチャーに基づいたものだったが、1980年代以降はクラシックなアメリカのニューイングランドスタイルに基づいたものへと変化していった。ヒルフィガーが確立させたこのデザインコンセプトをトミーヒルフィガー社は「クラシック アメリカン クール」と呼んでおり、東海岸のクラシックなスタイルと西海岸のひねりの利いたデザインを融合させたものだとしている。
ヒルフィガーがデザインした服は、スタイリッシュでありながら、日常的に着やすく、快適で着回しもしやすいという様々な目的にかなうものだった。これにより、「トミーヒルフィガー」ブランドはラルフ・ローレン、カルバン・クライン、ノーティカ、DKNY、ダナ・キャランといった他の高級衣料品ブランドと並び、1990年代のスポーツウェアの中で最も有名なブランドのひとつとなった。
「トミーヒルフィガー」は元々はプレッピー路線（名門私立高校スタイル）のファンションブランドだが、1990年代には音楽産業との結びつきによりヒップホップ系ファッションの要素も取り入れていった。
ヒルフィガーはカジュアルなブランドを手がける一方で、オートクチュールの依頼を受けることもある。また、音楽業界との結びつきから、ブリトニー・スピアーズらのステージ衣装も手掛けた。

## 人物
ヒルフィガーはそのキャリアを通して、「F.A.M.E.」すなわち、ファッション（Fashion）、芸術（Art）、音楽（Music）、エンターテインメント（Entertainment）の分野からインスピレーションを得ている。そうした嗜好は、1990年代のトミーヒルフィガー社が音楽（M）やエンターテインメント（E）の分野とつながっていったことの要因ともなっている。ファッションと著名人をブレンドさせる試みは当時としては新鮮なものであり、ヒルフィガーは自身の生み出したファッションをポップカルチャーを用いて印象的に宣伝した。
芸術（A）について、ヒルフィガーはアンディ・ウォーホルのファンであり、その作品のいくつかを所有している。もし夢のディナーに誰かを招待できるとしたらと聞かれて、ヒルフィガーはジョン・F・ケネディとジャクリーン夫妻、ミック・ジャガーの名とともに、ウォーホルの名を挙げている。

### 慈善活動
1990年代以降、慈善活動に積極的に取り組んでいる。
自身が設立したトミー・フィルガー・コーポレート・ファウンデーション（1995年設立）やトミーヒルフィガー社のTommyCaresを通して、セーブ・ザ・チルドレン、世界自然保護基金をはじめ、様々な活動を支援している。自身の子が自閉症であることから、自閉症治療の調査研究を行うオーティズム・スピークスの支援も行っている。

### 後進の発掘
次世代のファッションデザイナーを発掘する活動にも熱心に協力しており、CFDA/VOGUEファッション・ファンドが主催した「Americans in France」キャンペーンを5期にわたって後援した。この取り組みの中で、サイモン・スパー、ピーター・ソム、アルバトス・スワンポエル、ジョージ・エスキベルといった若手デザイナーたちとコラボレーションを行った。

## 家族
1953年3月24日、ニューヨーク州エルマイラにて、時計職人でドイツ系スイス人移民の父リチャードと、アイルランド移民の子孫である母バージニアの間に生まれた。リチャードとバージニアの間には9子あり、ヒルフィガーはその第2子だった。
1976年、ヒルフィガーはピープルズ・プレイスのイサカ店の従業員だったスーザン・シロナ（Susan Cirona）と出会い、1980年に結婚し、2000年に離婚した。スーザンとの間には4子（息子1人、娘3人）をもうけた。
2008年にディー・オクレッポと再婚し、ディーとの間に1子（男子）をもうけた。
ディーの連れ子を含め、ヒルフィガーには7人の子供がいる。最初の妻との間の1子と、ディーの連れ子である1子は自閉症スペクトラムを抱え、これはヒルフィガーが自閉症についての慈善活動に取り組むことや、トミーヒルフィガー社が障碍者のニーズに対応した「トミーヒルフィガー・アダプティブ」というコレクションを設けることに影響を及ぼした。

## 栄典・受賞
- 1995年 CFDAファッションアワード（英語版） – メンズウェア・デザイナー・オブ・ザ・イヤー[W 5]
- 1996年 アカデミー・オブ・アチーブメント – ゴールデンプレート
- 1998年 パーソンズ美術大学 – デザイナー・オブ・ザ・イヤー[W 5]
- 1998年 GQ – デザイナー・オブ・ザ・イヤー（メン・オブ・ザ・イヤー特集号）[W 5]
- 2002年 GQ – インターナショナル・デザイナー・オブ・ザ・イヤー[W 5]
- 2002年 薬物乱用予防教育 – フューチャー・オブ・アメリカ・アワード
- 2006年 GQ スペイン版 – デザイナー・オブ・ザ・イヤー
- 2006年 ハーバード財団（英語版） – ピーター・J・ゴメス（英語版）・年間人道賞
- 2006年 ウィー・アー・ファミリー・ファウンデーション（英語版） – ヴィジョナリー・アワード
- 2007年 ヒスパニック連盟（英語版） – インディビジュアル・アチーブメント・アワード[W 5]
- 2008年 ウィメンズ・ウェア・デイリー（英語版） – 年間ランキング1位（デザイナー部門）
- 2009年 国際連合教育科学文化機関（UNESCO） – UNESCOサポートアワード　※慈善活動に対して[W 5]
- 2009年 marie claire – ライフタイムアチーブメントアワード
- 2010年 プラット・インスティテュート – レジェンズアワード
- 2011年 フィラデルフィア大学 – スピリット・オブ・デザイン・アワード[W 5]
- 2012年 CFDAファッションアワード – ライフタイムアチーブメントアワード[W 5]
- 2014年 GQ インド版 – アイコン・アワード[W 5]
- 2015年 GQ ドイツ版 – デザイナー・オブ・ザ・イヤー[W 5]
- 2015年 Race To Erase MS（英語版） – 多発性硬化症治療方法発見への協力についての名誉賞
- 2016年 デイリー・フロントロー（英語版） - ファッション・ヴィジョナリー[W 5]

## 出演
| 公開年 | 出演作・出演番組                                                   | メディア             | 製作                 | 役                                                |
| ------ | ------------------------------------------------------------------ | -------------------- | -------------------- | ------------------------------------------------- |
| 1994   | そりゃないぜ!? フレイジャー Frasier                                | シットコム           | NBC                  | ロバート役（シーズン1・23話。声のみのゲスト出演） |
| 2001   | ズーランダー Zoolander                                             | 映画                 | VH1フィルムズ        | 本人役（カメオ出演）                              |
| 2005   | The Cut                                                            | リアリティ番組       | CBS                  | 主審                                              |
| 2008   | Tommy Hilfiger Presents Ironic Iconic America                      | ドキュメンタリー映画 | Rizzoli              | 共同司会                                          |
| 2009   | プロジェクト・ランウェイ Project Runway                            | リアリティ番組       | Lifetime             | ゲスト審判（シーズン6・エピソード5）              |
| 2012   | プロジェクト・ランウェイ：オールスターズ Project Runway: All Stars | リアリティ番組       | Lifetime             | ゲスト審判（エピソード12）                        |
| 2012   | アメリカン・アイドル (シーズン11) American Idol                    | リアリティ番組       | フォックス放送       | ファッションコンサルタント                        |
| 2016   | ズーランダー NO.2 Zoolander 2                                      | 映画                 | Red Hour Productions | 本人役（カメオ出演）                              |
| 2020   | ネクスト・イン・ファッション Next In Fashion                       | リアリティ番組       | Netflix              | ゲスト審判                                        |